# تايرون بول
تايرون بول (بالإنجليزية: Tyrone Poole)‏ هو لاعب كرة قدم أمريكية أمريكي، ولد في 3 فبراير 1972 في لاغرانغ في الولايات المتحدة.

## وصلات خارجية
- تايرون بول على موقع مرجع كرة القدم المحترفة.كوم (الإنجليزية)